# Tiha noć
Tiha noć, sveta noć (njem. Stille Nacht, heilige Nacht; engl. Silent Night, Holy Night) naziv je, po mnogima, najpoznatije božićne pjesme na svijetu. Josef Mohr, svojedobno pomoćni svećenik tada nove župe Svetoga Nikole u Oberndorfu, napisao je 1816. riječi te pjesme u Mariapfarru u salzburškom okrugu Lungau. Dvije godine poslije svoje je stihove pokazao učitelju i orguljašu Franzu Xaveru Gruberu te ga zamolio da ih uglazbi za dva glasa i zbor uz pratnju gitare. Na Badnjak 1818. Tiha noć je praizvedena u crkvi Sv. Nikole u Oberndorfu. Od tada do danas katolički su ju i protestantski misionari proširili svijetom, pa se ta božićna pjesma danas pjeva na više od 300 jezika i dijalekata. Snimljena je u raznim vokalnim i/ili instrumentalnim obradama i izvedbama u gotovo svim glazbenim žanrovima. U ožujku 2011. Tiha noć, sveta noć ubilježena je na UNESCO-ov popis austrijske nematerijalne kulturne baštine.